# اتگار فروزه
اِتگار فروزه (آلمانی: Edgar Froese؛ ‏آلمانی: [ˈɛtɡaʁ ˈfʁø:zə]؛ ‏ ۶ ژوئن ۱۹۴۴ – ۲۰ ژانویهٔ ۲۰۱۵) آهنگساز، موسیقی‌دان و ترانه‌پرداز اهل آلمان و از پیشگامان موسیقی الکترونیک بود. وی بین سال‌های ۱۹۶۴ تا ۲۰۱۵ میلادی فعالیت می‌کرد و بنیان‌گذار گروه موسیقی تنجرین دریم بود.
فروزه در شهر تیلسیت، پروس خاوری (سووتسک، کالینینگراده فعلی)، در روز D در جریان جنگ جهانی دوم متولد شد. اعضای خانواده‌اش، از جمله پدرش، توسط نازی‌ها کشته شده بودند و پس از جنگ، مادر و خانواده‌اش در برلین ساکن شدند. او از سن ۱۲ سالگی به یادگیری پیانو پرداخت و در ۱۵ سالگی نواختن گیتار را آغاز کرد. فروزه پس از نشان دادن استعداد ذاتی خود برای هنر، در آکادمی هنرهای برلین ثبت نام کرد تا در رشته نقاشی و مجسمه‌سازی تحصیل کند. وی مدتی هم کار طراحی پوسترهای تبلیغاتی برای اتوبوس‌های برلین را انجام می‌داد که درآمد خوبی برایش داشت. در همان حال او به‌طور شبانه در رشتهٔ روان‌شناسی و فلسفه تحصیل کرد و رسالهٔ دکترای خود را در مورد امر مطلق کانت نوشت. از آنجایی که تعبیر او در این رساله با تفکر علمی رایج آن زمان مطابقت نداشت، با گفتنِ این جمله که «غبار دانشگاه‌ها همچون کفنی است که حقیقت را پوشانده است» دانشکده را رها کرد. او از سال ۱۹۶۵ یک گروه موسیقی را بنیان نهاد که سایکدلیک راک و ریتم اند بلوز می‌نواختند. هنگامی که برای اجرای موسیقی خود به اسپانیا رفته بودند، از آنها دعوت شد در ویلای شخصی سالوادور دالی در کاداکس برنامه‌ای اجرا کنند. پس از انحلال این گروه در سال ۱۹۶۷ با انتشار تنها یک تک‌آهنگ، فروزه در برلین هنرمندانی را گرد هم آورد تا در گروهی راک به نام تنجرین دریم بنوازند.
فروزه زندگی سالمی داشت: گیاه‌خوار، تیتوتال و غیر سیگاری بود و از مواد مخدر استفاده نمی‌کرد. او از دوستان دیوید بویی، برایان اینو، ایگی پاپ، فولکر شلوندورف و فردریش گولدا بود. فروزه به‌طور ناگهانی در اثر یک آمبولی ریه نافرجام در سن ۷۰ سالگی در وین درگذشت.